# Enlèvement de Heinrich Kreipe
Pendant les opérations du SOE et les campagnes d'Afrique, du Moyen-Orient et de Méditerranée
L'enlèvement de Heinrich Kreipe est une opération de la Seconde Guerre mondiale exécutée conjointement par le Special Operations Executive (SOE) et la résistance crétoise. L'opération est lancée le 4 février 1944, lorsque l'officier du SOE, Patrick Leigh Fermor débarque en Crète avec l'intention d'enlever le criminel de guerre notoire et commandant de la 22e division de débarquement aérien, Friedrich-Wilhelm Müller. Au moment de l'arrivée du reste de l'équipe d'enlèvement, dirigée par W. Stanley Moss, deux mois plus tard, Müller est remplacé par Heinrich Kreipe, qui est alors choisi comme nouvelle cible.
Dans la nuit du 26 avril, la voiture de Kreipe tombe dans une embuscade, alors qu'il se rend de son domicile, à son Q.G. divisionnaire. Kreipe est attaché et forcé à monter sur le siège arrière tandis que Leigh Fermor et Moss se font respectivement passer pour lui et son chauffeur. L'impatience notoire de Kreipe, aux barrages routiers, permet à la voiture de passer avec succès de nombreux points de contrôle, avant d'être abandonnée au hameau de Chelianá. Les ravisseurs poursuivent leur chemin à pied, continuant à échapper aux milliers de soldats de l'Axe, envoyés pour les arrêter, avec l'aide de guides de la résistance locale. Le 14 mai, l'équipe est récupérée par un bateau à moteur britannique, sur la plage de Rodákino, et transportée en toute sécurité vers l'Égypte sous contrôle britannique.
Le succès de l'opération est remis en question plusieurs mois après sa conclusion. Le résultat en vient à être considéré comme une victoire de propagande symbolique plutôt que stratégique. Le relativement inoffensif Kreipe est remplacé par Müller qui ordonne une série de représailles, à grande échelle, contre la population civile de l'île, connue en tant que holocauste de Kédros. L'opération entre dans l'imaginaire populaire, grâce aux travaux biographiques de plusieurs de ses participants, notamment le livre de Moss, intitulé Ill Met by Moonlight (en). 

## Contexte
La Grèce entre dans la Seconde Guerre mondiale, aux côtés des Alliés, à la suite de l'invasion italienne, en provenance d'Albanie, le 28 octobre 1940. L'année suivante, le 6 avril, l'Allemagne nazie lance sa propre invasion, depuis la Bulgarie, connue sous le nom d'opération Marita. Athènes est occupée, le 28 avril et la résistance sur le continent grec cesse le 30. Le roi George II et son gouvernement ont quitté la Grèce continentale pour la Crète, cinq jours plus tôt. L'île est à son tour attaquée par une invasion aérienne nazie, le 20 mai 1941. Les Allemands l'emportent après sept jours de combat, forçant les Alliés à se retirer en Égypte.
A l'issue de l'opération Marita, la Grèce est soumise à une triple occupation par l'Allemagne, l'Italie et la Bulgarie. La forteresse de Crète, comme on l'appelle alors, est partagée entre l'Allemagne et l'Italie. Les Allemands occupent les trois nomes occidentaux de l'île, avec leur quartier général, à La Canée, tandis que les Italiens occupent le nome, le plus oriental, de Lasithi. Il ne faut pas longtemps pour que la résistance crétoise se développe. Les résistants aident les soldats alliés piégés sur l'île, à échapper à la capture et les aident à s'enfuir vers le Moyen-Orient, sous contrôle britannique. Les évadés aident à établir un contact entre la branche du Caire, du Special Operations Executive (SOE), et les organisations de résistance crétoises. Dotés d'appareils de communication sans fil et renforcés par le SOE, qui reste derrière les opérations, ils commencent à coordonner leurs actions avec le commandement allié. Après la reddition de l'Italie, aux Alliés, en septembre 1943, Angelico Carta (en), le commandant de la 51e division d'infanterie Siena (en), décide de se ranger du côté des Alliés. Évitant les patrouilles et les avions d'observation allemands, il embarque sur une vedette-torpilleur du SOE, à Tsoútsouros, pour atteindre Marsa Matruh, le lendemain après-midi, le 23 septembre 1943,.
Les officiers britanniques envisagent l'idée de capturer un officier supérieur allemand, dès novembre 1942, lorsqu'un agent du SOE, en Crète, Xan Fielding, propose de s'emparer du gouverneur militaire en chef de l'île de l'époque, Alexander Andrae (de). Lorsqu'Andrae est affecté ailleurs, son successeur Bruno Bräuer est choisi pour cible. Aucun de ces plans n'est mis à exécution. La fuite réussie de Carta, en Égypte, ravive l'idée d'enlever le chef militaire de Crète. En 1943, le major Patrick Leigh Fermor et le capitaine William Stanley Moss élaborent, au Caire, un plan pour l'enlèvement du général Friedrich-Wilhelm Müller, alors commandant de la 22e division d'infanterie. Müller a acquis une réputation de brutalité et est méprisé par le peuple crétois, étant responsable d'exécutions massives, de tortures, du rasage de villages et de la conscription de civils dans des unités de travail. Le SOE prévoit de l'enlever tout en limitant au maximum l'usage de la violence et de le transférer en Égypte, ce qui remonterait le moral des Crétois.

## Opération

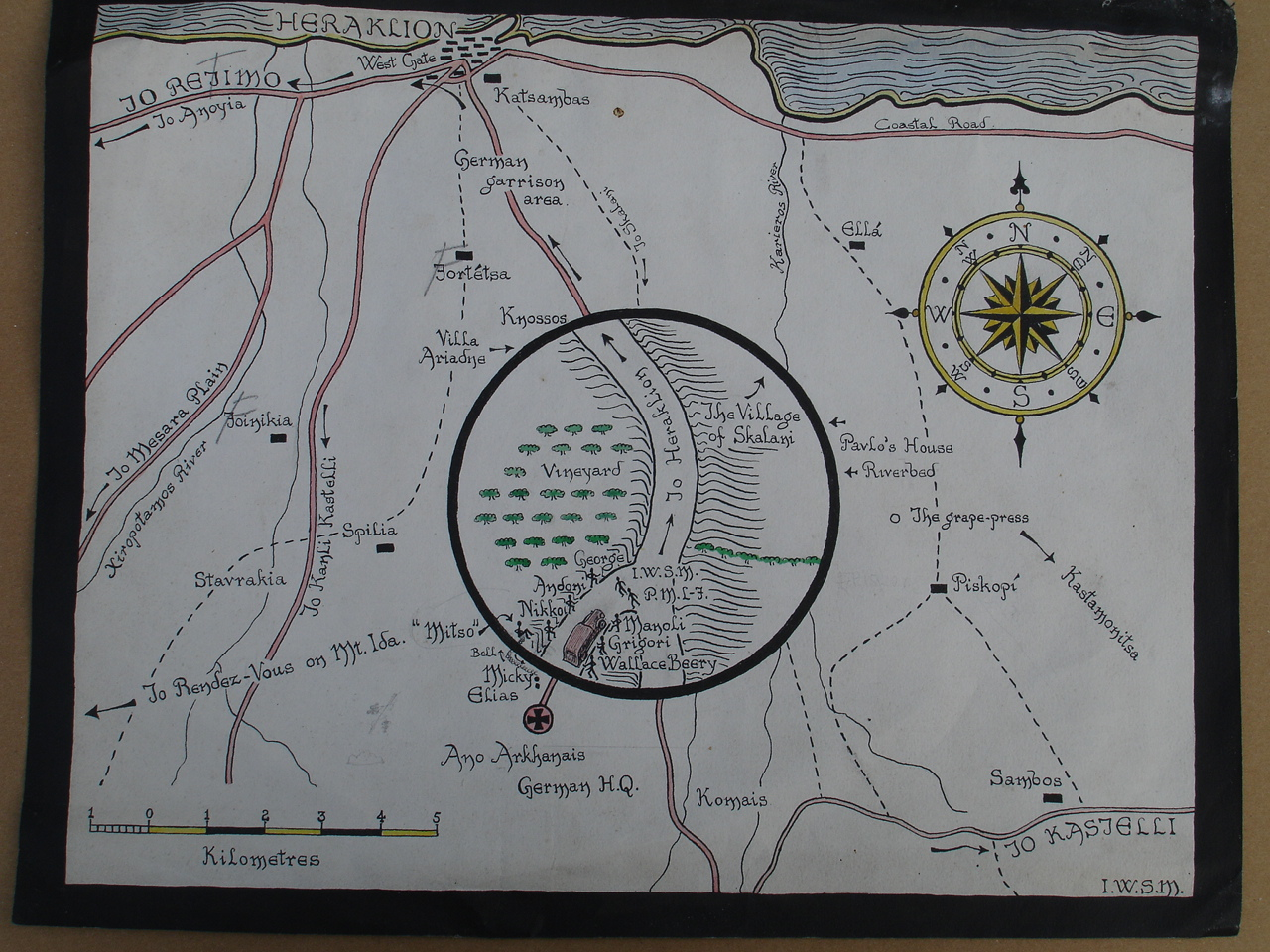
Le plan de Stanley Moss du point d'enlèvement de Kreipe.

Fin 1943, Leigh Fermor et Moss forment une escouade avec deux résistants crétois, Geórgios Tyrákis et Manólis Paterákis, qui doivent les accompagner dans leur mission. Après avoir suivi un entraînement en Palestine et subi de nombreux retards, l'équipe s'envole vers le quartier général de la 8e armée britannique, à Bari, le 4 janvier 1944. Le 4 février, ils embarquent à l'aéroport de Brindisi, sur un bombardier, à destination du plateau de Katharó en Crète. Leigh Fermor est le seul à être largué, en raison d'un changement soudain de temps qui fait que la zone est obscurcie par les nuages. Leigh Fermor est accueilli par des membres de la résistance crétoise et par le capitaine Sandy Rendel (en), du SOE, tandis que le reste de l'équipe rentre au Caire. Alors qu'il se cache dans une grotte, au-dessus du village de Tápai, dans les montagnes de Lasithi, Leigh Fermor rétablit d'anciens contacts, en apprenant que Müller a été remplacé par le général Heinrich Kreipe, le 1er mars. Le reste de l'équipe tente de sauter en parachute, sept autres fois, en Crète, sans succès ; après deux mois, le 4 avril, ils arrivent finalement à Tsoútsouros. En apprenant le départ de Müller, ils acceptent de poursuivre leur plan.
L'équipe se rend dans un système de grottes, dans les montagnes, au-dessus du village de Kastamonítsa, la cachette d'un groupe de résistance locale. Là, l'équipe du SOE est renforcée par un certain nombre de Crétois, dont Antónis et Grigórios Papaleonídas, Michális Akoumianákis et Grigórios Chnarákis. La maison d'Akoumianákis est idéalement située, en face de la résidence de Kreipe, la villa Ariadne, dans le village de Cnossos. Leigh Fermor se déguise en berger crétois, pour son voyage à Cnossos. Après avoir voyagé en bus, avec Akoumianákis, il fait une reconnaissance des environs de la villa. Encerclée par une triple barrière de fil de fer (dont l'une est censée être électrifiée) et gardée par une garnison importante, elle est jugée trop dangereuse pour un assaut direct. Il est décidé de s'emparer de Kreipe, lors d'un de ses fréquents déplacements, entre sa résidence et son Q.G. divisionnaire, à Áno Archánes, à quelque 8 km de là.
En surveillant la route, ils découvrent un carrefour, à trois intersections, en T, où la route d'Archánes rejoint la route principale d'Héraklion, obligeant les voitures à ralentir, presque jusqu'à l'arrêt ; l'endroit est ensuite nommé Point A. Le propriétaire d'un petit chalet, à l'extérieur de Skaláni, à une vingtaine de minutes du point d'enlèvement, accepte de collaborer, transformant le bâtiment en un point d'observation. En raison de la forte circulation sur la route principale, l'opération doit être entreprise pendant la nuit.
Akoumianákis fournit à l'équipe deux uniformes d'été de la Feldgendarmerie, avec des insignes de grade pour un caporal, des insignes de campagne, des armes de poing et un bâton de policier de la circulation. Le résistant Elías Athanasákis installe un poste d'observation sur une hauteur surplombant le QG allemand, signalant chaque fois que Kreipe quitte le bâtiment. Quatre autres membres de la résistance, Efstrátios Saviolákis, Dimítrios Tzatzadákis, Nikólaos Kómis et Antónios Zoidákis, ont été recrutés comme guides. Peu avant que l'enlèvement n'ait lieu, l'équipe reçoit une lettre d'un commandant local de l'Armée populaire de libération nationale grecque (ELAS), une organisation pro-communiste, qui menace de les dénoncer aux autorités si elles ne quittent pas la région. Leigh Fermor répond par une note rédigée de manière ambiguë et le commandant de l'ELAS ne met pas sa menace à exécution. L'opération est reportée de plusieurs jours car le général ne quitte pas sa résidence.
Dans la nuit du 26 avril 1944, Leigh Fermor et Moss reçoivent un signal indiquant que le général est monté dans sa voiture. Se changeant en uniformes allemands, ils suivent Saviolákis jusqu'au point A. Leigh Fermor et Moss se cachent dans un fossé, sur le côté est de la route. Plus à l'ouest, Zoidákis, les frères Papaleonídas, Tyrákis et Kómis l'attendent. À 21h30, Tzatzadákis fait trois appels à la torche pour signaler que la voiture de Kreipe approche sans escorte. Leigh Fermor et Moss bloquent la route, et alors que la voiture s'approche, Moss agite son bâton de policier et crie « Halte ! ». Lorsque la voiture s'arrête, Leigh Fermor demande qu'on lui montre les papiers d'identité. Alors que Kreipe cherche dans sa poche, Leigh Fermor ouvre la porte en plaquant simultanément son arme automatique contre la poitrine de Kreipe. Le reste de l'équipe surgit et encercle la voiture. Une brève lutte s'ensuit, qui se termine lorsque Paterákis attache Kreipe et que Moss frappe le conducteur à la tête avec sa matraque, le rendant inconscient. Moss prend le siège du conducteur et Leigh Fermor se fait passer pour le général, avec Kreipe, Saviolákis, Tyrákis et Paterákis à l'arrière, et part pour Héraklion. Les autres effacent les signes de lutte et se rendent également à Héraklion, avec le chauffeur.
La voiture franchit 22 postes de contrôle à Héraklion, s'engage sur la route de Réthymnon et s'arrête à la sortie d'une piste de montagne escarpée, menant à Anógia. Le penchant de Kreipe à s'impatienter aux barrages routiers et à agir impoliment envers les personnes qui les occupent l'a rendu impopulaire parmi ses subordonnés, ce qui contribue au succès de son propre enlèvement, alors que la voiture traverse les postes de contrôle sans s'arrêter.
Leigh Fermor se rend au hameau de Chelianá où il abandonne la voiture. Pour éviter les représailles, il laisse une note affirmant que les forces spéciales britanniques ont mené l'opération sans aucun soutien local, et disperse des preuves incriminantes. L'équipe monte ensuite à Anógia, où elle se repose pendant quelques heures. Tard, dans l'après-midi du 27 avril, un avion de reconnaissance allemand largue des tracts sur le village, menaçant de représailles si le général n'est pas rentré dans les trois jours. Ils partent rapidement pour le mont Ida, où ils sont rejoints par une bande de résistants, dirigée par Michális Xyloúris et les officiers du SOE, qui leur sont attachés. La panne de leur station radio signifie que toutes les communications doivent être assurées par des coureurs, ce qui gêne l'évacuation. Le lendemain, l'équipe est informée que les Crétois ont assassiné le chauffeur de Kreipe car il était trop étourdi pour marcher au rythme nécessaire aux rebelles pour éviter la capture. L'équipe continue son ascension sur l'Ida, où elle reste avec un autre groupe de la résistance crétoise.

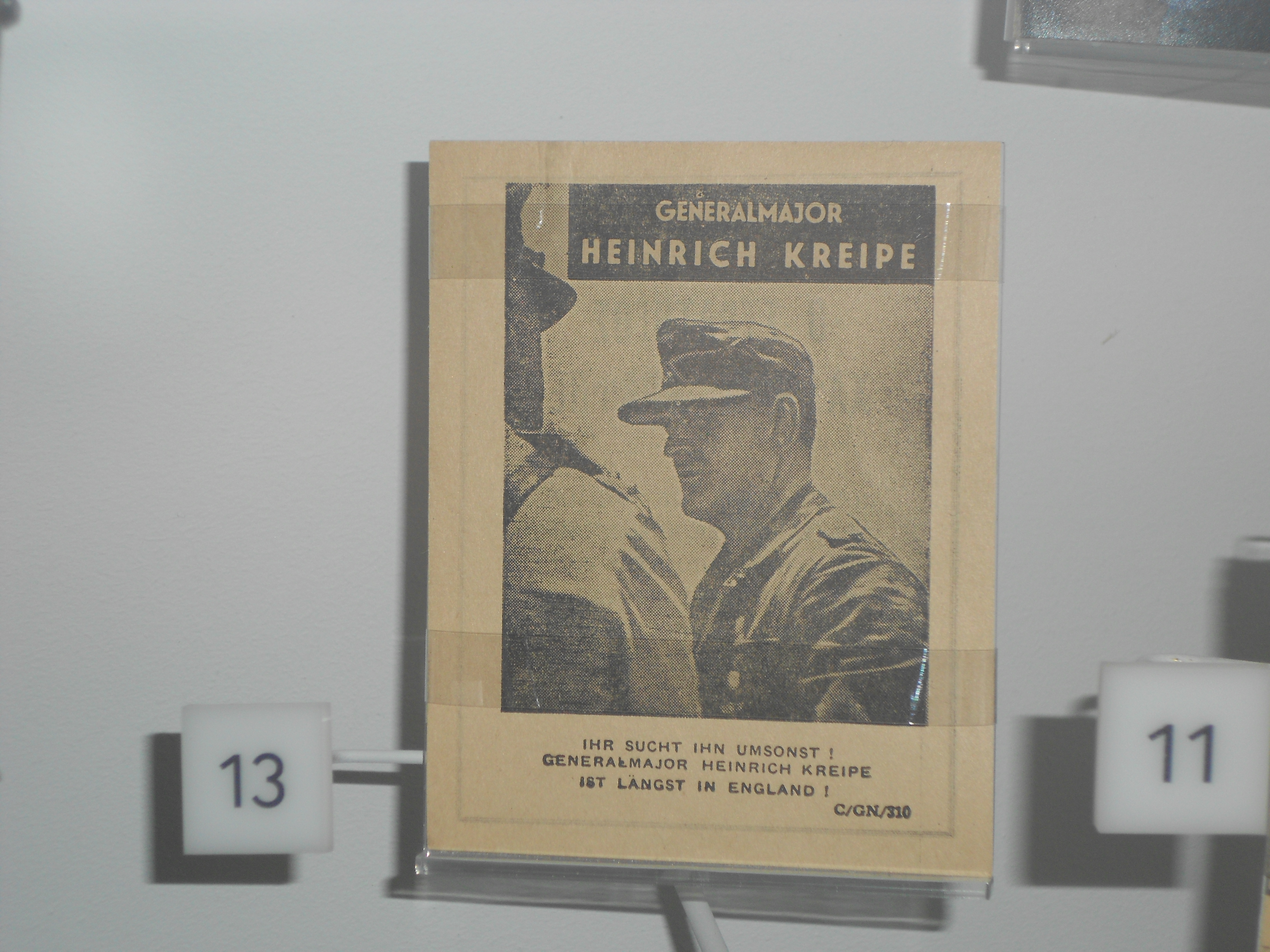
Tract de propagande britannique adressé aux troupes allemandes : Vous le cherchez [Kreipe] en vain ! Il est en Angleterre depuis longtemps !.

Alors que l'équipe poursuit désormais son voyage dans la vallée d'Amarí la garnison crétoise, de plus de 30 000 hommes est mise en état d'alerte et les troupes de l'Axe commencent à se rassembler autour de la chaîne de montagnes pour tenter de bloquer leur fuite. Après avoir traversé la vallée, ils atteignent le village d'Agía Paraskeví. Un rapport transmis par la BBC prévient les Allemands que Kreipe n'a pas encore quitté l'île. Les rumeurs d'un soulèvement général et d'une invasion alliée ont incité Bräuer à renforcer la garnison de La Canée et à poursuivre les ratissages de sécurité. De plus, l'aide de camp et les gardes de Kreipe ont été arrêtés pour suspicion de complicité. L'arrivée d'un coureur permet à l'équipe de demander qu'un bateau soit envoyé à Saktoúria, le 2 mai. Le coureur ne revient pas le lendemain et le parti est informé que Saktoúria et d'autres foyers de résistance ont été détruits par les troupes allemandes. Moss et Leigh Fermor se mettent en route pour la vallée d'Amarí, à la recherche d'une station radio. Le 5 mai, ils atteignent le village de Pantánassa où ils peuvent à nouveau envoyer et recevoir des lettres. Un jour plus tard, Geórgios Psychoundákis amène au village l'officier Dick Barnes du SOE et un poste de radio. Pendant ce temps, le reste du groupe évite une patrouille allemande en se déplaçant à Patsós, à deux heures de Pantánassa. Ils apprennent alors qu'une unité du Special Boat Service (SBS), dirigée par George Jellicoe doit débarquer sur la plage de Límni, le 9, afin d'aider à l'évacuation.

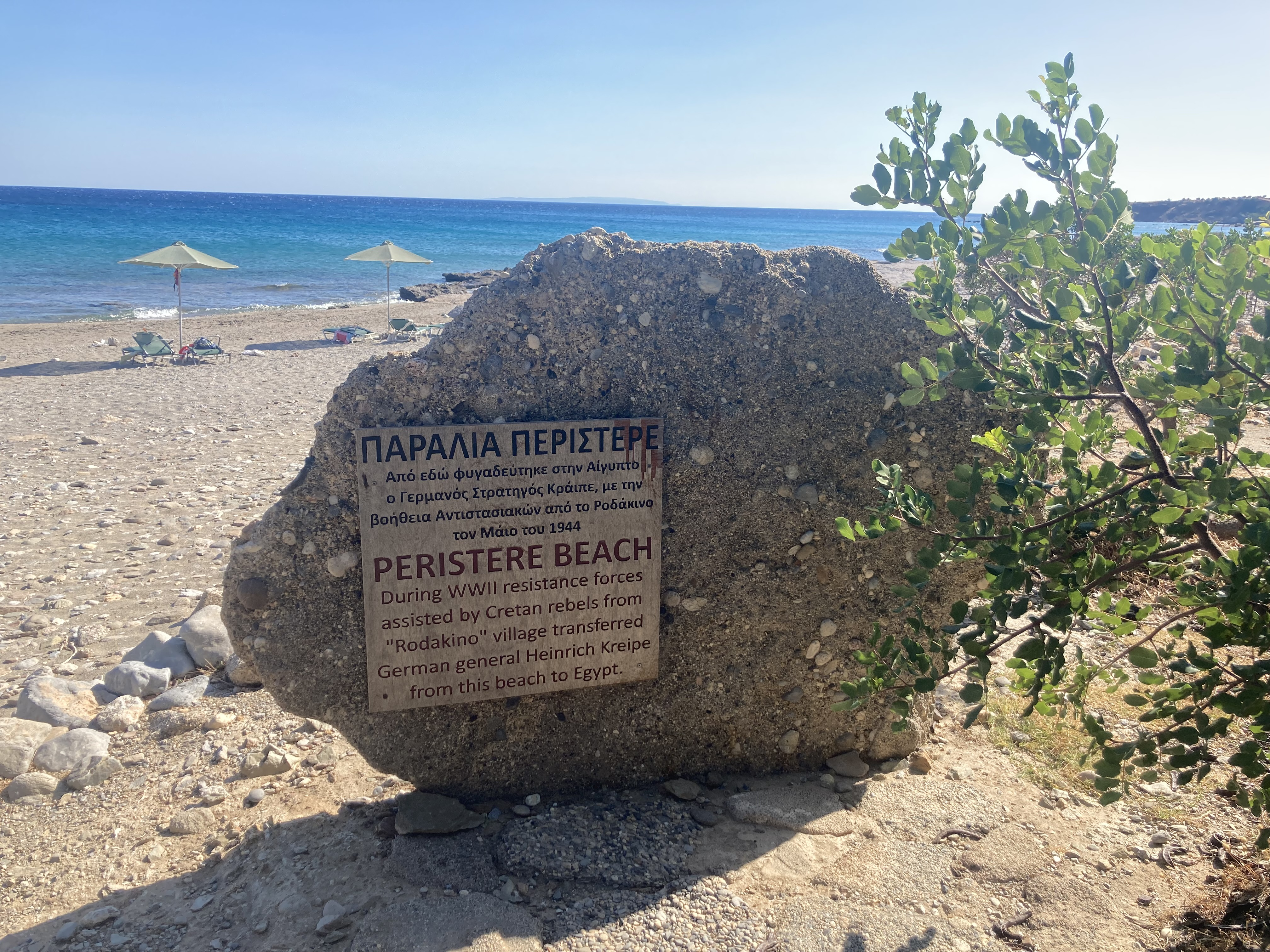
Plaque commémorative sur un rocher de la plage de Áno Rodákino.

Les deux groupes se rejoignent au hameau de Karínes et progressent vers Fotinós puis Vilandrédo. Une fois qu'une colonne allemande de 200 hommes est arrivée à Argygoúpoli, à une heure de Vilandrédo, Dennis Ciclitira (en) et une bande de combattants de l'ELAS aident l'équipe dans son jeu du chat et de la souris avec leurs poursuivants. Lorsque l'équipe atteint Así Goniá, un coureur leur dit qu'un bateau vient les chercher sur une plage près de Rodákino, dans la nuit du 14 mai. Les guérilleros rodakiniotes accompagnent l'équipe dans son dernier voyage. L'équipe, Kreipe, deux prisonniers de guerre allemands et un transfuge soviétique malade montent à bord des bateaux de la SBS, à 22 heures, concluant leur mission par un débarquement à Marsa Matruh, en Égypte.

## Conséquences
Le major Leigh Fermor est décoré de l'ordre du Service distingué et le capitaine Moss de la croix militaire « pour leur courage et leur audace exceptionnels » pendant l'opération. Ces récompenses sont publiées dans The London Gazette du 13 juillet 1944. L'opération a porté un coup au moral des troupes de l'Axe, sur l'île, tout en soulevant celui de la résistance locale, la BBC et la Royal Air Force ayant salué le succès de l'opération respectivement par des transmissions radio et des largages de tracts. Cependant, la sagesse de l'enlèvement est remise en question car Kreipe n'est guère un fanatique nazi. Malgré sa position, il ne possède que très peu d'informations utiles aux services de renseignements britanniques et, au moment de sa capture, la Crète a perdu l'importance stratégique qu'elle avait précédemment dans la guerre.
Le 8 août 1944, une expédition punitive allemande envoyée contre le village d'Anógia est prise en embuscade par la bande de Moss et Michális Xyloúris. Le sabotage de Damásta, comme on l'appelle, entraîne la mort de 30 Allemands, dont 12 sont assassinés après s'être rendus. Müller, qui avait repris son rôle de commandant de la forteresse de Crète, est déterminé à punir les habitants d'Anógia pour avoir hébergé l'équipe d'enlèvement de Kreipe et pour leur rôle dans le sabotage de Damásta. La destruction d'un foyer de résistance connu faciliterait également l'évacuation prévue des Allemands d'une grande partie de l'île vers la forteresse de La Canée. Son ordre du jour pour détruire Anógia est spécifique et rétrospectif, confirmant les craintes britanniques de représailles à grande échelle. L'holocauste de Kédros est une opération coordonnée impliquant 2 000 soldats de l'Axe qui cible Anógia et Damásta. Au total, 900 maisons sont brûlées, 50 civils sont abattus et 3 500 sont déplacés à l'intérieur du pays. Dans les jours qui suivent, l'opération s'étend à d'autres villages, des hommes sont exécutés, des maisons sont pillées puis brûlées ou dynamitées, indépendamment de leur implication dans des activités de résistance. Les bandes de résistance locales ne peuvent rien faire d'autre que de surveiller, étant largement en infériorité numérique.

## Culture populaire
Ces événements sont décrits dans le livre de Moss, Ill Met by Moonlight (en), publié en 1950. En 1957, le livre est porté à l'écran, avec Dirk Bogarde, David Oxley (en) et Marius Goring. Leigh Fermor et Psychoundákis ont également raconté leurs expériences dans leurs ouvrages biographiques respectifs.

### Source de la traduction
- (en) Cet article est partiellement ou en totalité issu de l’article de Wikipédia en anglais intitulé « Kidnapping of Heinrich Kreipe » (voir la liste des auteurs).